# Hydrovatus obsoletus
Hydrovatus obsoletus är en skalbaggsart som beskrevs av Peschet 1922. Hydrovatus obsoletus ingår i släktet Hydrovatus och familjen dykare. Inga underarter finns listade i Catalogue of Life.